# Silent Hunter
Silent Hunter (englisch: „Lautloser Jäger“) ist eine Computerspiel-Reihe. Es handelt sich um U-Boot-Simulationen, die zur Zeit des Zweiten Weltkriegs spielen. Der erste Teil der Reihe wurde im Jahre 1995 von Strategic Simulations (SSI) entwickelt und Anfang 1996 von Mindscape veröffentlicht.
Im Jahr 2001 stellte das Entwicklerstudio Ultimation mit Silent Hunter II nach sechseinhalb Jahren den Nachfolger fertig, welcher von Ubisoft veröffentlicht wurde. 2005 erschien Silent Hunter III, 2007 Silent Hunter 4 und 2010 Silent Hunter 5.

## Spielbeschreibung
In Silent Hunter übernimmt der Spieler die Position eines U-Boot-Kommandanten zur Zeit des Zweiten Weltkriegs. Seine Hauptaufgabe besteht darin, sich in Seegefechten gegen computergesteuerte feindliche Kriegsschiffe und Flugzeuge zu behaupten. Für besonders erfolgreiche Einsätze im Rahmen einer Kampagne werden Orden verliehen und Beförderungen ausgesprochen.
Zur Bekämpfung von feindlichen Objekten stehen verschiedene Torpedotypen sowie bei einigen Bootstypen ein oder zwei Deckgeschütz(e) zur Verfügung. Zusätzlich gibt es leichte Flakgeschütze zur Abwehr von Luftangriffen. Im Original-Silent Hunter wurde die Flak noch automatisch bedient, aber ab Silent Hunter II durfte der Spieler auch selbst die leichten Geschütze bedienen.
Das Spiel bietet sowohl einen Karrieremodus, in dem der Spieler eine Reihe von Feindfahrten hintereinander absolviert, als auch einen Missionsmodus, in dem verschiedene Einsätze auszuwählen sind.
Die ersten beiden Teile von Silent Hunter boten noch keinen Mehrspielermodus. Silent Hunter II wurde nach einem Patch um diesen erweitert. In Silent Hunter III ist ein Mehrspielermodus mit bis zu acht Spielern enthalten.

## Die Spiele

### Silent Hunter (1996)
Der erste Teil thematisierte den amerikanischen U-Boot-Krieg im Pazifik. Der Spieler fand sich zu Beginn einer Patrouille am Rande des ihm zugewiesenen Operationsgebietes. Über Funk wurden ihm feindliche Schiffsbewegungen bekanntgegeben. Hin und wieder bekam der Spieler auch Spezialaufgaben zugeteilt: Er musste Aufklärungsfotos eines feindlichen Hafens schießen oder abgeschossene Piloten bergen.
Silent Hunter orientierte sich spielerisch an Aces of the Deep von 1994. Spielführung und -steuerung waren weitestgehend identisch. Technisch unterschieden sich die Spiele stark. Silent Hunter bot zwar SVGA-Grafik, die Grafiken der Schiffe waren jedoch Bitmaps und die Meeresoberfläche blieb flach, während Aces of the Deep VGA bot, Schiffe dreidimensional darstellte und realistischen Seegang präsentierte.
Silent Hunter wurde auf einer CD-ROM ausgeliefert und bot auch einen umfangreichen dokumentarischen Teil. Captain William H. Gruner, Kommandant der USS Skate (SS-305), erzählte in Videosequenzen mit historischem Filmmaterial die Geschichte seines Bootes und seiner Einsätze. Ebenso präsentierte dieser Multimedia-Teil einen filmischen Rundgang über ein U-Boot der Gato-Klasse.
Für Silent Hunter wurden Ende 1996 zwei Add-Ons mit dem simplen Titel „Patrol Disk I & II“ veröffentlicht. Diese wurden ab 1997 zusammen mit dem Hauptprogramm als „Commanders Edition“ veröffentlicht.

### Silent Hunter II (2001)
Nach zahlreichen firmeninternen Problemen von SSI führte ab 1999 Ultimation die Entwicklung von Silent Hunter II weiter. Das Spiel erschien Ende 2001 und wurde von Ubisoft veröffentlicht.
Im Gegensatz zum ersten Teil versetzt Silent Hunter II den Spieler in den U-Boot-Krieg im Atlantik auf deutscher Seite. Die freie Kampagne aus dem ersten Teil wurde durch eine aus einer Abfolge Missionen bestehenden Kampagne ersetzt. In technischer Hinsicht war Silent Hunter II bei Erscheinen zwar veraltet, wurde aber sinnvoll erweitert. Nun existierte eine relativ moderne 3D-Engine, die unter anderem Nebel, Regen sowie eine reflektierende und sich bewegende Wasseroberfläche darstellen konnte. Die Bildschirmauflösung war allerdings auf 640×480 bzw. 800×600 Pixel limitiert, konnte aber durch einen Patch auf 1024×768 Pixel angehoben werden.
Auch der Multimedia-Teil aus Teil eins wurde fortgesetzt. Ansprechpartner der Entwickler war dieses Mal der U-Boot-Kommandant Erich Topp. Es gab auch von Silent Hunter II eine „Commanders Edition“ mit einigen Erweiterungen. Da nach der Übernahme von SSI durch Ubisoft kein Support mehr geleistet wurde, wurden dieser durch Fan-Patches z. B. zur Behebung der Multiplayerinstabilitäten sichergestellt.

### Destroyer Command (2002)
Destroyer Command wurde Ende 2002 veröffentlicht und stellt einen Ableger der Silent-Hunter-Serie dar. Der Spieler befehligt in diesem Spiel einen alliierten Zerstörer des Zweiten Weltkriegs, wobei nun auch der Pazifik zu seinen Einsatzgebieten gehört.
Obwohl die Silent-Hunter-II-Engine nahezu unverändert übernommen wurde, spielt sich Destroyer Command wesentlich anders. Im Gegensatz zu den alleine agierenden U-Booten des Hauptprogramms muss der Spieler in Destroyer Command neben seinem eigenen Schiff die Bewegungen und Aktionen von bis zu sieben weiteren Zerstörern koordinieren. Falls der eigene Zerstörer versenkt wird, kann der Spieler das Gefecht von einem anderen Schiff des Geschwaders aus weiterführen. Durch dieses Vorgehen ist das Spiel sehr viel mehr auf Taktik als auf Simulation orientiert. Eine Besonderheit von Destroyer Command stellt die Option dar, gegen Spieler von Silent Hunter II im Multiplayermodus anzutreten. Für Silent Hunter II war dafür ein Update auf Version 1.1 nötig. Neben dieser Option bot das Spiel auch kooperative Einsätze von Zerstörer-Kommandanten.

### Silent Hunter III (2005)
Silent Hunter III wurde in Deutschland am 17. März 2005 veröffentlicht. Neben einer zeitgemäßen Grafik und der erhöhten Künstlichen Intelligenz (KI) der Computergegner soll vor allem die Havok-Physikengine dem Spiel einen höheren Realitätsgrad verleihen. Erstmals kann der Spieler seine Mannschaft bei der Arbeit sehen. Die Mannschaft muss eingeteilt werden und nach jeder Feindfahrt gibt es Belobigungen in Form von Orden und Beförderungen, die auch der Mannschaft zuteilwerden. Qualifizierte Fachkräfte sind für dieses Spiel sehr wichtig, da diese Leute z. B. die Torpedos schneller nachladen.
Kritikpunkte des Spiels sind der karge Funkverkehr, die bis zu Patch 1.4 fehlenden Schiffe in den Häfen, die hohen Hardwareanforderungen und die vielen Bugs. Die Grafikengine von Silent Hunter III basiert auf der Technik des Pixel Shaders 1.1 und erfordert eine DirectX-8.0-fähige Grafikkarte, wobei nur NVIDIA GeForce 3 bzw. ATI Radeon 8500 oder deren Nachfolgemodelle unterstützt werden. Grafikchipsätze der Generationen GeForce 4 MX, GeForce 4 Go werden nicht unterstützt.

### Silent Hunter 4 (2007)
Auf einer Pressekonferenz im Rahmen der Games Convention 2006 in Leipzig wurde Silent Hunter 4 für das Frühjahr 2007 angekündigt. Seit dem 22. März 2007 ist Silent Hunter 4 mit dem Untertitel Wolves of the Pacific erhältlich.
Anders als im Vorgänger Silent Hunter III übernimmt man in Silent Hunter 4 nun das Kommando über U-Boote der US-Streitkräfte. Statt im Atlantik gegen die Alliierten zu kämpfen, liefert man sich nun im Pazifik Seeschlachten mit der japanischen Marine. Die wesentlichen spielerischen und technischen Neuerungen sind ein verbessertes Schadensmodell, lebendige Schiffsmannschaften, eine bessere Grafik und Schiffe in den Häfen. Außerdem fanden die im Originalspiel von 1995 bereits verwendeten Sondereinsätze wie Fotoaufklärung und Rettungsmissionen wieder Einzug ins Spiel, erweitert um Missionen, bei denen der Spieler Agenten absetzen muss.
Zahlreiche Testberichte weisen darauf hin, dass die Verkaufsversion, der Tradition der Serie folgend, viele Programmfehler (Bugs) aufweist. Ein erster Patch wurde im März 2007 veröffentlicht, mittlerweile steht bereits ein viertes Update (1.4) zur Verfügung.
Ein weiteres Manko von Silent Hunter 4 ist, dass bei Dual-Core-Systemen nur ein Kern genutzt wird. Als Mindestvoraussetzung nennt der Hersteller eine Prozessor-Taktfrequenz von 2 GHz, empfiehlt aber 3 GHz, um flüssig spielen zu können.
Am 28. Februar 2008 wurde ein Add-on für Silent Hunter 4 mit dem Namen U-Boat Missions veröffentlicht. Anfangs konnte es nur über den Onlinehandel von Ubisoft oder als digitale Spiele-Distribution über das Telekom-Angebot Gamesload bezogen werden. Später wurde eine Gold- bzw. Exclusive-Version von Silent Hunter 4 veröffentlicht, die das Grundspiel mit der Erweiterung enthält und auch in Elektronikmärkten verkauft wird. Es bringt das Spiel auf die Version 1.5. Mit dem Add-On kann man nun auch mit deutschen U-Booten des Typs IX und XVIII im Indischen Ozean patrouillieren. Des Weiteren kann man verbündeten Schiffen sowie Flugzeugen Befehle erteilen, wobei sich die Stärke der verbündeten Einheiten nach dem Rang des Spielers im Spiel richtet.

### Silent Hunter 5 (2010)
Silent Hunter 5 wurde in Deutschland am 4. März 2010 veröffentlicht. Erstmals führt der Spieler sein Boot aus der Ego-Perspektive, kann mit Mannschaftsmitgliedern kommunizieren und das ganze Boot begehen. Nach jeder Feindfahrt gibt es Ansehens- und Beförderungspunkte, um Ausrüstung zu erwerben und mit denen sich die Fähigkeiten der Mannschaft verbessern lassen. Qualifizierte Fachkräfte sind wie in den Vorgängerversionen sehr wichtig.
Schauplatz ist diesmal wieder der Atlantik, es sind lediglich deutsche U-Boote des Typs VII spielbar. Die Kampagne beginnt 1939 und endet bereits 1943.
Die KI soll sich dem Spieler anpassen und Entscheidungen des Spielers haben direkten Einfluss auf den Ausgang einer Kampagne. Darüber hinaus sind laut Hersteller 10.500 verschiedene Schiffe im Spiel implementiert. Ein erster Patch wurde direkt am Releasetag veröffentlicht.
Als Kopierschutz wird von Ubisoft ein digitales Rechtemanagement verwendet. Das Spielen ist nur möglich mit einer ständigen Internetverbindung und mit einer Verknüpfung des Ubi.com-Accounts.

### Silent Hunter Online (2012)
2012 wurde die Beta-Version von Silent Hunter Online gestartet. Das Spiel entstand in Zusammenarbeit von Sproing Interactive Media und Blue Byte. Inzwischen wurde das Spiel wieder eingestellt.

## Sonstiges
- Silent Hunter hat ab Teil II eine mitgliederstarke Community, die insbesondere für die Teile II und III Modifikationen entwickelt, so gibt es z. B. eine Total Conversion, die das Szenario von Silent Hunter II in den Pazifikkrieg verlegt.

- Zu Teil III existieren umfangreiche Mods wie Grey Wolves Expansion Mod, Living Silent Hunter III sowie War Ace Campaign. Auch direkte Veränderungen des Programmcodes (.exe) für eine erweiterte Funktionalität (u. a. Begrenzung des Sauerstoffvorrats oder Sichtweite, Torpedoladezeiten, computergenerierte Rudelangriffe) sind vorgenommen worden (h.sie-Patch). Hierbei sind auch höhere Bildschirmauflösungen als im Original sowie die Teilnahme an historischen Ereignissen möglich. Allerdings steigen nach der Installation auch die Hardwareanforderungen.